# Yamakasi
Yamakasi (стилизовано под маюскул) — пятый студийный концептуальный альбом владикавказского дуэта Miyagi & Andy Panda, выпущенный 17 июля 2020 года на лейбле Hajime Records. Этот альбом является первым в дискографии дуэта, записанный без участия приглашенных исполнителей. Yamakasi стал первым проектом Азамата и Сослана с 2018 года после альбома «Hajime, Pt. 3».

## Описание
«Мы постарались сделать его цельным, самодостаточным полотном, которое способно быть услышанным и понятым, — признаются Азамат и Сослан. — В музыкальном плане это работа, наполненная волнующим саундом, своевременно бьющими хуками и бесконечными экспериментами». Альбом получил свое название от французского боевика «Ямакаси».

## История
Изначально, владикавказский дуэт не планировал так скоро выпускать пятый альбом. К этому сподвигла трагедия семьи Арнеллы Персаевой: в 2019 году двухлетней девочке поставили диагноз «спинальная мышечная атрофия». На лечение требовалось около 2 миллионов долларов, и дуэт не мог остаться в стороне. За год Азамат и Сослан записали пятый студийный альбом, а 5 марта 2020 года он был полностью сведен.
Для того, чтобы помочь собрать определённую сумму, Miyagi & Andy Panda ещё в 2019 году анонсировали благотворительный концертный тур «Arnella’s Tour» по городам Европы. Но из-за распространения коронавирусной инфекции концерты прошли только в Берлине и Праге. Тогда, 25 марта 2020 года дуэт запустил #YAMAKASICHALLENGE, суть которого заключалось в том, чтобы собрать деньги за счет добровольного пожертвования фанатов. Так, в итоге удалось собрать 11 миллионов рублей, а Арнелла успешно прошла лечение.
За это время дуэт успел выпустить синглы из грядущего альбома: «Utopia», «Мало нам». 5 июня 2020 года дуэт выпустил сниппет одного из треков «YAMAKASI».
26 июня Miyagi & Andy Panda опубликовали треклист, а 2 июля анонсировали дату релиза.
Релиз альбома состоялся 17 июля 2020 года на цифровых площадках Apple Music, iTunes, BOOM, Яндекс.Музыка, Spotify. Альбом сразу стартовал с 1 места в альбомном чарте iTunes и Apple Music.
Альбом занял 5 позицию в «Топ-5 альбомов» в Spotify в России.

## Список композиций
Все тексты написаны Andy Panda и Miyagi.
| №                   | Название            | Музыка              | Длительность |
| ------------------- | ------------------- | ------------------- | ------------ |
| 1.                  | «Atlant»            | Mordbeats           | 3:07         |
| 2.                  | «Utopia»            | Mordbeats           | 3:29         |
| 3.                  | «Мало нам»          | Velocity            | 3:48         |
| 4.                  | «Психопатия»        | Mordbeats           | 3:28         |
| 5.                  | «Tantra»            | Ston Heng           | 4:16         |
| 6.                  | «Medicine»          | MiyaGi              | 3:38         |
| 7.                  | «Minor»             | Velocity            | 2:56         |
| 8.                  | «Там ревели горы»   | Mordbeats           | 2:57         |
| 9.                  | «Yamakasi»          | Velocity            | 4:24         |
| Общая длительность: | Общая длительность: | Общая длительность: | 32:03        |

## Чарты
| Чарты (2020)         | Высшая позиция |
| -------------------- | -------------- |
| Россия (Apple Music) | 1              |
| GooglePlay           | 2              |

| Чарты (2020)         | Песня           | Высшая позиция |
| -------------------- | --------------- | -------------- |
| Россия (Apple Music) | Minor           | 3              |
| Россия (Apple Music) | Atlant          | 5              |
| Россия (Apple Music) | Yamakasi        | 9              |
| Россия (Apple Music) | Utopia          | 9              |
| Россия (Apple Music) | Там ревели горы | 10             |
| ВКонтакте            | Minor           | 2              |
| ВКонтакте            | Там ревели горы | 3              |
| ВКонтакте            | Yamakasi        | 6              |
| ВКонтакте            | Atlant          | 8              |
| ВКонтакте            | Tantra          | 10             |